# Tocobaga

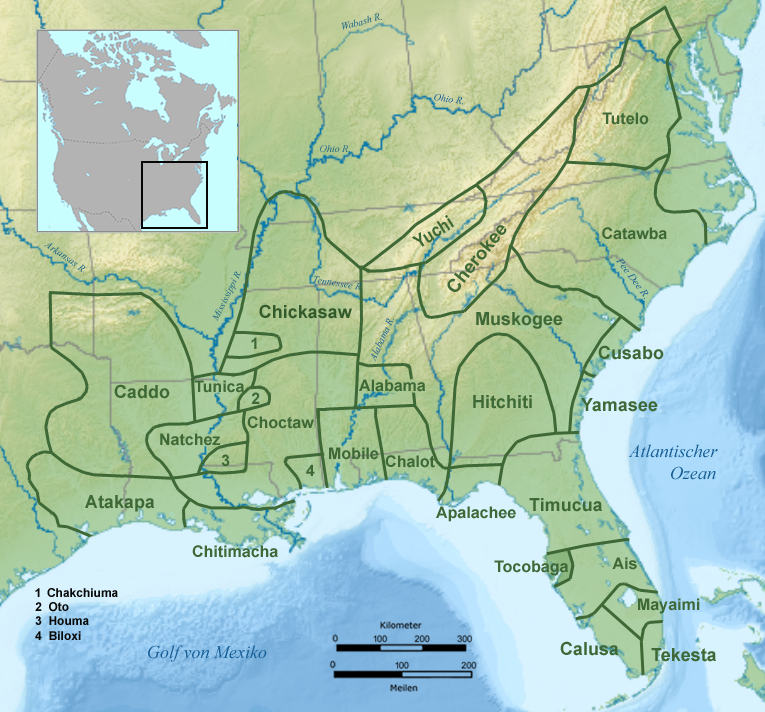
Stammesgebiet der Tocobaga im 17. Jahrhundert.

Tocobaga, auch Tocopaca, war der Name eines indigenen Häuptlingstums, sowie dessen Häuptlings und der wichtigsten Stadt im Gebiet nördlich der Tampa Bay im zentralen Florida des 16. Jahrhunderts. Der Stamm war der Hauptvertreter der Safety-Harbor-Kultur und gilt seit etwa 1760 als ausgestorben.

## Wohngebiet und Kultur
In der einflussreichen Zeit der Mississippi-Kultur gelangten zahlreiche soziale und religiöse Einflüsse aus dem Norden zu den indigenen Bewohnern Floridas. Das Wohngebiet der Tocobaga lag an der Ostküste Floridas im Bereich der Tampa Bay. Das Häuptlingstum gehörte zur Safety Harbor Kultur, zu der mehrere Stämme an der zentralen Golfküste Floridas gezählt werden. Die Tocobaga waren der wichtigste Vertreter dieser Kultur. Sie waren un Häuptlingstümer organisiert, deren Angehörige überwiegend in Dörfern entlang der Tampa Bay und am Golf von Mexiko lebten. Das gesamte Gebiet umfasste etwa 25 km Küstenlinie und dehnte sich bis 30 km ins Binnenland aus. Mit Tocobaga werden häufig alle Indianer bezeichnet, die im Umkreis der Tampa Bay im Verlauf der ersten spanischen Kolonialperiode von 1513 bis 1763 lebten. Aus spanischen Aufzeichnungen geht allerdings hervor, dass sich dort weitere Häuptlingstümer anderen Namens befanden.
Jedes Häuptlingstum besaß einen Hauptort mit einer zentralen viereckigen Plaza und mindestens einem Tempelhügel in Form einer abgeflachten Pyramide, rund 6 m hoch und an jeder Seite 40 m lang. Sie wurde von Arbeitsgruppen aufgeschüttet, welche die Erde mit Lastkörben herbeischleppten. Auf dieser Mound genannten Erhebung standen ein oder mehrere Gebäude und eine Rampe führte von oben hinab zur Plaza. Aus spanischen Aufzeichnungen geht hervor, dass der Häuptling mit seiner Familie auf dem Mound wohnte. Es gab weitere Tempelhügel mit zahlreichen Gebäuden, die staatlichen und sakralen Zwecken dienten. Außerdem gab es einen Mound für die Toten, der etwas abseits lag. Um die künstlichen Hügel und die Plaza herum lagen die Wohnhäuser des gewöhnlichen Volkes, die aus Pfosten, verflochtenen Zweigen und Lehm errichtet wurden.
Die Gesellschaft der Tocobaga setzte sich aus vier Klassen zusammen. Der Häuptling und seine Familie bildeten die Oberklasse, danach folgten die wichtigsten Ratgeber und Beamten. Als dritte Klasse kam das gewöhnliche Volk und zuletzt die im Krieg erbeuteten Sklaven, die zur vierten Klasse gehörten. Im Glauben der Tocobaga besaß jeder Mensch mehrere Seelen. Nach seinem Tod blieb eine der Seelen im Körper zurück, während eine andere in die Seele eines Tieres eindrang. Sollte dieses Tier getötet werden, ging die Seele in den Körper eines kleineren Tieres über. So ging es immer weiter, bis das Tier so klein war, dass die Seele schließlich verschwand. Von heute aus betrachtet erscheint dieser Glaube wie eine Metapher für die meisten indigenen Bewohner Floridas. Sie hatten das Unglück, die ersten einheimischen Völker zu sein, die um 1513 Kontakt mit Europäern bekamen. Binnen kurzer Zeit breiteten sich Pocken und andere Krankheiten aus, gegen die sie keine Widerstandskräfte entwickeln konnten. Verheerende Epidemien und grausame Kriege gegen die Spanier und feindliche Stämme sorgten dafür, dass die meisten Ureinwohner Floridas bis zur Mitte des 18. Jahrhunderts sprichwörtlich verschwunden waren.

## Geschichte
Die Tampa Bay in Florida wurde von spanischen Entdeckern mehrfach besucht. Pánfilo de Narváez landete vermutlich im Jahr 1528 in der Tampa Bay und durchquerte das Häuptlingstum der Tocobaga auf seinem Weg nach Norden. Die Expedition Hernando de Sotos erreichte 1539 offenbar die Südseite der Tampa Bay und zog durch den östlichen Teil des Wohngebiets der Tocobaga, nachdem er das Dorf Uzita besetzt hatte. Von Hernando de Soto stammt eine detaillierte Beurteilung der Stämme und Dörfer in der Region. Er beobachtete nur kleine Dörfer und Stämme, deren Einwohner keine Bedrohung für die Expedition darstellten und notierte die Namen der Stämme, die dort lebten: Guacozo, Vicela, Tocaste, Luca, Uzita, Mocoso und Pohoy.
Die Expedition des Dominikaners Luis de Cancer landete im Mai 1549 im Süden der Tampa Bay. Der Geistliche hatte den Auftrag, die lokalen Ureinwohner zum christlichen Glauben zu konvertieren, und möglichst den Schaden zu beheben, den die Konquistadoren zuvor angerichtet hatten. Die Expedition traf auf offenbar friedliche und verhandlungsbereite Indianer, die von dicht besiedelten Dörfern entlang der Tampa Bay berichteten. Als die Spanier die ersten Dörfer erreichten, wurden sie plötzlich angegriffen. Einige fanden den Tod, andere wurden gefangen genommen und Cancer erschlugen die Krieger der Tocobaga mit ihren Keulen.
Als Pedro Menéndez de Avilés 1567 Safety Harbor besuchte, erschien erstmals der Name Tocobaga in spanischen Dokumenten. Menéndez Expedition wurde von zwanzig Kriegern der Calusa begleitet, den traditionellen Feinden der Tocobaga. Menéndez gelang es offenbar, den Konflikt zwischen den verfeindeten Stämmen zu schlichten. Er befreite mehrere Europäer und ein Dutzend Angehörige der Calusa, die als Sklaven bei den Tocobaga gehalten wurden. Die Spanier ließen eine Garnison mit Geistlichen und dreißig Soldaten in Tocobaga zurück, um die Indianer zum Christentum zu bekehren. Im Januar 1568 landeten spanische Boote in Tampa Bay, um die Besatzung der Garnison in Tocobaga zu versorgen. Das Dorf war verlassen und sämtliche Spanier der Garnison waren tot.
Im Jahr 1611 überfielen Krieger der Tocobaga und Pohoy mehrere christliche Indianer und töteten sie. Es waren Angehörige der christianisierten Potano, die Nachschub zur spanischen Mission Cofa an der Mündung des Suwannee Rivers bringen sollten. Daraufhin schickten die Spanier 1612 eine Strafexpedition den Suwannee River hinab bis zur Golfküste. Die Spanier griffen die Tocobaga und Pohoy an und töteten zahlreiche Stammesangehörige einschließlich der beiden Häuptlinge. Der spanische Angriff schwächte die Tocobaga derart, dass Pohoy das beherrschende Häuptlingstum für einige Zeit an der Tampa Bay wurde. 1677 gab es eine offizielle Inspektion der spanischen Missionen in der Apalachee Provinz. Die spanischen Staatsbeamten berichteten von einem Dorf der Tocobaga am Waccissa River, etwa 5 km entfernt von der Mission San Lorenzo de Ivitachuco. Die dort lebenden Tocobago hatten die Aufgabe, Produkte aus der Provinz Apalachee mit dem Kanu nach St. Augustine zu transportieren. Sie fuhren die Küste entlang und den Suwannee River aufwärts, vermutlich bis zum Santa Fé River. Von hier schafften andere Indianer die Waren über Land nach St. Augustine. Das Dorf der Tocobaga wurde 1683 nochmals in offiziellen Berichten erwähnt. Das Schicksal der Tocobaga beim Überfall der Briten und ihrer indianischen Verbündeten auf die spanische Provinz im Jahr 1704 ist unklar. Als die Spanier 1718 zurückkehrten fanden sie noch wenige Tocobaga, die am Wacissa River lebten. Der spanische Kommandant überredete sie, zur Mündung des St. Marks Rivers unter den Schutz eines Forts zu ziehen. Im August gleichen Jahres griffen etwa dreißig Pohoy die Tocobaga-Siedlung an, töteten acht und entführten drei weitere Angehörige der Tocobaga. Zwischen 1720 und 1740 lebten noch einige Tocobaga in der Gegend von San Marcos. Als Florida 1763 unter britische Herrschaft kam, flohen die überlebenden Ureinwohner gemeinsam mit den Spaniern nach Kuba, möglicherweise mit ihnen die letzten Tocobaga. Der Stamm gilt seitdem als ausgestorben.